# Серогодский (посёлок)
Серогодский — посёлок в Палласовском районе Волгоградской области, в составе Лиманного сельского поселения. Посёлок расположен в степи, близ государственной границы с Республикой Казахстан. По автодорогам расстояние до районного центра города Палласовка составляет 17 км.
В посёлке имеется почтовое отделение
Население — 287 (2010)

## История
Основан во второй половине XX века. В 1962 году населённому пункту, возникшему на базе бывшего участка заготскот Палласовского поселкового Совета было присвоено наименование — посёлок Серогодский. На топографических 1985 и 1987 годов ошибочно отмечен как посёлок Серогородский.
В 2004 году Законом Волгоградской области от 30 декабря 2004 года № 982-ОД «Об установлении границ и наделении статусом Палласовского района и муниципальных образований в его составе» в составе Палласовского района посёлок Серогодский включён в состав Лиманного сельского поселения с центром в посёлке Лиманный.

## Население
Динамика численности населения по годам:
| 1987 | 2002 |
| ---- | ---- |
| ≈210 | 344  |

| 2010 |
| ---- |
| 287  |